# Protestantský patent (1859)
Protestantský patent, císařský patent ze dne 1. září 1859 číslo 160/1859 RGBl., byl předpis, který na území Uherska a Vojenské hranice zaváděl jednotné zřízení pro protestanty, čili obě povolené evangelické církve – Evangelickou církev a. v. a Evangelickou církev h. v., demokratizaci církevní správy, formální rovnoprávnost s katolickou církví a omezoval vliv světské moci nad církví.
Celý název v překladu zněl Císařský patent ze dne 1. září 1859 týkající se vnitřní konstituce, školních a vyučovacích záležitostí a státního postavení evangelických církví obou vyznání v království uherském, chorvatském a slavonském, v Srbskem vojvodství s Temešvárským banátem a ve Vojenské hranici (něm. Kaiserliches Patent vom 1. September 1859 , betreffend die innere Verfassung, die Schul-und Unterrichtsangelegenheiten und die staatliche Stellung der Evangelischen Kirchen beider Bekenntnisse in den Königreichen Ungarn, Kroatien und Slawonien, in der Woiwodschaft Serbien mit der Temescher Banat und in der Militärgrenze) 
Patent rozštěpil církev v tzv. Patentálních bojích, ve kterých se proti patentu postavili tzv. Autonomisté, kteří v něm viděli nepřípustné zasahování do církevních záležitostí (překážela jim zejména forma císařského nařízení). Většina slovenských evangelíků však patent přivítala (tzv. patentalisti), výrazně ho podporoval např. i Karol Kuzmány.